# Forty Fort
Forty Fort es un borough ubicado en el condado de Luzerne en el estado estadounidense de Pensilvania. En el año 2000 tenía una población de 4,579 habitantes y una densidad poblacional de 1,319.8 personas por km².

## Geografía
Forty Fort se encuentra ubicado en las coordenadas 41°17′0″N 75°52′24″O / 41.28333, -75.87333.

## Demografía
Según la Oficina del Censo en 2000 los ingresos medios por hogar en la localidad eran de $40,306 y los ingresos medios por familia eran $50,667. Los hombres tenían unos ingresos medios de $36,696 frente a los $29,199 para las mujeres. La renta per cápita para la localidad era de $20,558. Alrededor del 6% de la población estaba por debajo del umbral de pobreza.